# Italjet Dragster
L'Italjet Dragster è uno scooter prodotto dalla casa motociclistica italiana Italjet dal 1998 al 2002.

## Descrizione
Presentato in versione 180 all'Intermot nel 1998, il Dragster è l'unico scooter prodotto in serie dotato di una sospensione anteriore senza forcella, ma con un sistema a doppio braccio oscillante RAAD ancorato ad un telaio costituito da trave reticolare a sezione poligonale predisposta per sorreggere le varie componenti necessarie al funzionamento dello scooter stesso, come il motore e le sospensioni. Questa soluzione tecnica è stata brevettata da Alessandro e Leopoldo Tartarini nel 1997.
La sospensione anteriore senza forcella è un soluzione tecnica molto insolita per le motociclette e la prima ad adottare una soluzione simile è stata la Yamaha GTS 1000 nel 1993.
Le ruote misurano all'avantreno 120/70–11, mentre al retrotreno 130/70–12, con il passo che misura 1310 mm. Era disponibile in tre motorizzazioni differenti da 50, 120 e 180 cm³.